# Ludovico Scarfiotti
Ludovico Paolo Maria Scarfiotti (teilweise auch Lodovico Scarfiotti; * 18. Oktober 1933 in Turin; † 8. Juni 1968 in Berchtesgaden, Deutschland) war ein italienischer Formel-1- und Sportwagenrennfahrer. Bereits 1956 erzielte Scarfiotti sieben Klassensiege in Bergrennen; mehrmals war er italienischer Meister.

## Karriere
Scarfiotti war ein Enkelsohn von Lodovico Scarfiotti, der 1899 in Turin u. a. zusammen mit Giovanni Agnelli die Fabbrica Italiana Automobili Torino mitbegründet hatte und erster Präsident des Unternehmens war. Sein Vater Luigi war Ingenieur, Rennfahrer und von 1934 bis 1939 Abgeordneter der Camera dei deputati del Regno d’Italia.
Sein erstes Formel-1-Rennen fuhr Scarfiotti beim Großen Preis der Niederlande auf dem Circuit Park Zandvoort in der Saison 1963. Zwischen 1963 und 1967 startete er sechsmal für Ferrari. Sein bestes Ergebnis war der Sieg beim Großen Preis von Italien auf dem Autodromo Nazionale di Monza im Jahr 1966.

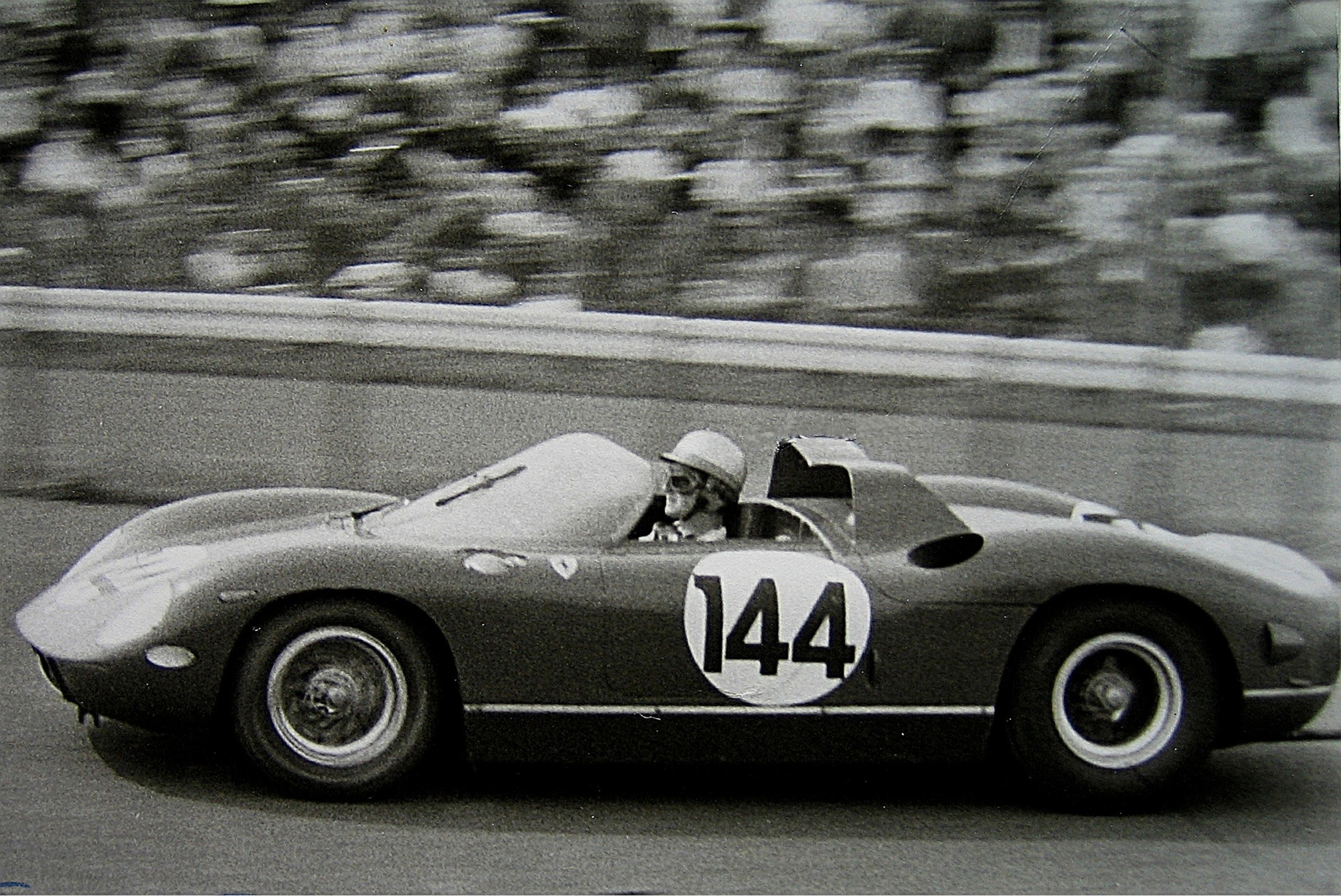
Scarfiotti 1964 im Ferrari 275P beim 1000-km-Rennen auf dem Nürburgring

Nach einem Rennen für das Team AAR Eagle mit dem Eagle T1G-Weslake im Jahr 1967 und drei weiteren Rennen 1968 für Cooper beendete er seine Formel-1-Karriere mit insgesamt 17 WM-Punkten in zehn Rennen.
In der Formel 1 zählte Scarfiotti nicht zur Spitzenklasse, war aber einer der besten Sportwagenfahrer seiner Zeit und gehörte zu der Ferrari-Mannschaft mit John Surtees, Mike Parkes, Lorenzo Bandini und Nino Vaccarella. Er gewann unter anderem 1963 die 12 Stunden von Sebring zusammen mit Surtees und die 24 Stunden von Le Mans mit Bandini, 1964 das 1000-km-Rennen auf dem Nürburgring mit Nino Vaccarella und 1965 mit Surtees; 1966 das 1000-km-Rennen von Spa-Francorchamps. 1962 und 1965 war er auf Ferrari Europa-Bergmeister in der Sportwagen-Kategorie. Ende der Saison 1967 trennte er sich von Ferrari und wechselte zu Porsche.
Scarfiotti starb 1968 nach einem Unfall beim Training zum Bergrennen auf der Roßfeldhöhenringstraße nahe Berchtesgaden. Die Unfallursache blieb unklar. Nach umfangreichen Untersuchungen wurde ein zunächst angenommener Fahrfehler ausgeschlossen und auch ein technischer Defekt an dem von ihm gefahrenen Porsche 909 Bergspyder gilt als unwahrscheinlich. Er wurde auf dem Cimitero monumentale in Turin im Familiengrab beigesetzt.

## Statistik

### Statistik in der Automobil-Weltmeisterschaft
Diese Statistik umfasst alle Teilnahmen des Fahrers an der Automobil-Weltmeisterschaft, die heutzutage als Formel-1-Weltmeisterschaft bezeichnet wird.

#### Grand-Prix-Siege
- 1966  Großer Preis von Italien (Monza)

#### Gesamtübersicht
| Saison | Team                  | Chassis            | Motor            | Rennen | Siege | Zweiter | Dritter | Poles | schn. Rennrunden | Punkte | WM-Pos. |
| ------ | --------------------- | ------------------ | ---------------- | ------ | ----- | ------- | ------- | ----- | ---------------- | ------ | ------- |
| 1963   | Scuderia Ferrari      | Ferrari 156        | Ferrari 1.5 V6   | 1      | −     | −       | −       | −     | −                | 1      | 16.     |
| 1964   | Scuderia Ferrari      | Ferrari 156        | Ferrari 1.5 V6   | 1      | −     | −       | −       | −     | −                | −      | −       |
| 1966   | Scuderia Ferrari      | Ferrari 246 Tasman | Ferrari 2.4 V6   | 1      | −     | −       | −       | −     | −                | 9      | 10.     |
| 1966   | Scuderia Ferrari      | Ferrari 312/66     | Ferrari 3.0 V12  | 1      | 1     | −       | −       | −     | 1                | 9      | 10.     |
| 1967   | Scuderia Ferrari      | Ferrari 312/67     | Ferrari 3.0 V12  | 2      | −     | −       | −       | −     | −                | 1      | 21.     |
| 1967   | Anglo American Racers | Eagle T1G          | Weslake 3.0 V12  | 1      | −     | −       | −       | −     | −                | 1      | 21.     |
| 1968   | Cooper Car Company    | Cooper T86         | Maserati 3.0 V12 | 1      | −     | −       | −       | −     | −                | 6      | 16.     |
| 1968   | Cooper Car Company    | Cooper T86B        | BRM 3.0 V12      | 2      | −     | −       | −       | −     | −                | 6      | 16.     |
| Gesamt | Gesamt                | Gesamt             | Gesamt           | 10     | 1     | −       | −       | −     | 1                | 17     |         |

#### Einzelergebnisse
| Saison | 1  | 2 | 3   | 4 | 5   | 6 | 7 | 8   | 9   | 10 | 11 | 12 |
| ------ | -- | - | --- | - | --- | - | - | --- | --- | -- | -- | -- |
| 1963   |    |   |     |   |     |   |   |     |     |    |    |    |
|        | WD | 6 | DNS |   |     |   |   |     |     |    |    |    |
| 1964   |    |   |     |   |     |   |   |     |     |    |    |    |
|        |    |   |     |   |     |   | 9 |     |     |    |    |    |
| 1965   |    |   |     |   |     |   |   |     |     |    |    |    |
|        |    |   |     |   |     |   |   |     | DNS |    |    |    |
| 1966   |    |   |     |   |     |   |   |     |     |    |    |    |
|        |    |   |     |   | DNF | 1 |   |     |     |    |    |    |
| 1967   |    |   |     |   |     |   |   |     |     |    |    |    |
|        |    | 6 | NC  |   |     |   |   | DNF |     |    |    |    |
| 1968   |    |   |     |   |     |   |   |     |     |    |    |    |
| DNF    | 4  | 4 |     |   |     |   |   |     |     |    |    |    |

| Legende  | Legende            | Legende                                                          |
| Farbe    | Abkürzung          | Bedeutung                                                        |
| -------- | ------------------ | ---------------------------------------------------------------- |
| Gold     | –                  | Sieg                                                             |
| Silber   | –                  | 2. Platz                                                         |
| Bronze   | –                  | 3. Platz                                                         |
| Grün     | –                  | Platzierung in den Punkten                                       |
| Blau     | –                  | Klassifiziert außerhalb der Punkteränge                          |
| Violett  | DNF                | Rennen nicht beendet (did not finish)                            |
| Violett  | NC                 | nicht klassifiziert (not classified)                             |
| Rot      | DNQ                | nicht qualifiziert (did not qualify)                             |
| Rot      | DNPQ               | in Vorqualifikation gescheitert (did not pre-qualify)            |
| Schwarz  | DSQ                | disqualifiziert (disqualified)                                   |
| Weiß     | DNS                | nicht am Start (did not start)                                   |
| Weiß     | WD                 | zurückgezogen (withdrawn)                                        |
| Hellblau | PO                 | nur am Training teilgenommen (practiced only)                    |
| Hellblau | TD                 | Freitags-Testfahrer (test driver)                                |
| ohne     | DNP                | nicht am Training teilgenommen (did not practice)                |
| ohne     | INJ                | verletzt oder krank (injured)                                    |
| ohne     | EX                 | ausgeschlossen (excluded)                                        |
| ohne     | DNA                | nicht erschienen (did not arrive)                                |
| ohne     | C                  | Rennen abgesagt (cancelled)                                      |
| ohne     | keine WM-Teilnahme |                                                                  |
| sonstige | P/fett             | Pole-Position                                                    |
| sonstige | 1/2/3/4/5/6/7/8    | Punktplatzierung im Sprint-/Qualifikationsrennen                 |
| sonstige | SR/kursiv          | Schnellste Rennrunde                                             |
| sonstige | *                  | nicht im Ziel, aufgrund der zurückgelegten Distanz aber gewertet |
| sonstige | ()                 | Streichresultate                                                 |
| sonstige | unterstrichen      | Führender in der Gesamtwertung                                   |

### Le-Mans-Ergebnisse
| Jahr | Team                 | Fahrzeug           | Teamkollege        | Platzierung            | Ausfallgrund         |
| ---- | -------------------- | ------------------ | ------------------ | ---------------------- | -------------------- |
| 1960 | Scuderia Ferrari SpA | Ferrari 250TRI/60  | Pedro Rodríguez    | Ausfall                | kein Benzin          |
| 1961 | Scuderia Serenissima | Maserati Tipo 63   | Nino Vaccarella    | Ausfall                | überhitzter Zylinder |
| 1962 | SpA Ferrari SEFAC    | Ferrari Dino 268SP | Giancarlo Baghetti | Ausfall                | Kupplungsschaden     |
| 1963 | SpA Ferrari SEFAC    | Ferrari 250P       | Lorenzo Bandini    | Gesamtsieg             |                      |
| 1964 | SpA Ferrari SEFAC    | Ferrari 275P       | Mike Parkes        | Ausfall                | Ölpumpe              |
| 1965 | SpA Ferrari SEFAC    | Ferrari 330P2      | John Surtees       | Ausfall                | Kupplungsschaden     |
| 1966 | SpA Ferrari SEFAC    | Ferrari 330P3      | Mike Parkes        | Ausfall                | Unfall               |
| 1967 | SpA Ferrari SEFAC    | Ferrari 330P4      | Mike Parkes        | Rang 2 und Klassensieg |                      |

### Sebring-Ergebnisse
| Jahr | Team                   | Fahrzeug          | Teamkollege     | Platzierung | Ausfallgrund    |
| ---- | ---------------------- | ----------------- | --------------- | ----------- | --------------- |
| 1963 | SEFAC Ferrari          | Ferrari 250P      | John Surtees    | Gesamtsieg  |                 |
| 1964 | SEFAC Ferrari          | Ferrari 275P      | Nino Vaccarella | Rang 2      |                 |
| 1966 | SpA Ferrari SEFAC      | Ferrari Dino 206S | Lorenzo Bandini | Rang 6      |                 |
| 1968 | Porsche Automobile Co. | Porsche 907 2.2   | Joe Buzzetta    | Ausfall     | Zylinderschaden |

### Einzelergebnisse in der Sportwagen-Weltmeisterschaft
| Saison | Team | Rennwagen                                                                          | 1   | 2   | 3   | 4   | 5   | 6   | 7   | 8   | 9   | 10  | 11  | 12  | 13  | 14  | 15  | 16  | 17  | 18  | 19  | 20  | 21  | 22  |
| ------ | --- | ---------------------------------------------------------------------------------- | --- | --- | --- | --- | --- | --- | --- | --- | --- | --- | --- | --- | --- | --- | --- | --- | --- | --- | --- | --- | --- | --- |
| 1956   | | Fiat 1100TV Spider                                                                 | BUA | SEB | MIM | NÜR | KRI |     |     |     |     |     |     |     |     |     |     |     |     |     |     |     |     |     |
| 1956   | | Fiat 1100TV Spider                                                                 | 57  |     |     |     |     |     |     |     |     |     |     |     |     |     |     |     |     |     |     |     |     |     |
| 1957   | | Fiat 8V                                                                            | BUA | SEB | MIM | NÜR | LEM | KRI | CAR |     |     |     |     |     |     |     |     |     |     |     |     |     |     |     |
| 1957   | | Fiat 8V                                                                            | DNF |     |     |     |     |     |     |     |     |     |     |     |     |     |     |     |     |     |     |     |     |     |
| 1958   | Osca | Osca S1500                                                                         | BUA | SEB | TAR | NÜR | LEM | RTT |     |     |     |     |     |     |     |     |     |     |     |     |     |     |     |     |
| 1958   | Osca | Osca S1500                                                                         | DNF |     |     |     |     |     |     |     |     |     |     |     |     |     |     |     |     |     |     |     |     |     |
| 1959   | Scuderia Sant Ambroeus Scuderia Ferrari                                                                           | Osca MT4 Ferrari Dino 196S                                                         | SEB | TAR | NÜR | LEM | RTT |     |     |     |     |     |     |     |     |     |     |     |     |     |     |     |     |     |
| 1959   | Scuderia Sant Ambroeus Scuderia Ferrari                                                                           | Osca MT4 Ferrari Dino 196S                                                         |     | DNF |     |     | DNF |     |     |     |     |     |     |     |     |     |     |     |     |     |     |     |     |     |
| 1960   | Scuderia Ferrari                                                                                                  | Ferrari Dino 246S Ferrari 250TRI                                                   | BUA | SEB | TAR | NÜR | LEM |     |     |     |     |     |     |     |     |     |     |     |     |     |     |     |     |     |
| 1960   | Scuderia Ferrari                                                                                                  | Ferrari Dino 246S Ferrari 250TRI                                                   | DNF |     | 4   | DNF | DNF |     |     |     |     |     |     |     |     |     |     |     |     |     |     |     |     |     |
| 1961   | Osca Scuderia Serenissima Pescara                                                                                 | Osca 1500S Maserati Tipo 63 Osca S2000                                             | SEB | TAR | NÜR | LEM | PES |     |     |     |     |     |     |     |     |     |     |     |     |     |     |     |     |     |
| 1961   | Osca Scuderia Serenissima Pescara                                                                                 | Osca 1500S Maserati Tipo 63 Osca S2000                                             |     | DNF | 23  | DNF | DNF |     |     |     |     |     |     |     |     |     |     |     |     |     |     |     |     |     |
| 1962   | Abarth Scuderia Sant Ambroeus Scuderia Ferrari Scuderia Serenissima                                               | Fiat-Abarth 1000 Osca S2000 Alfa Romeo Giulietta Ferrari Dino 268SP Ferrari 250 GT | DAY | SEB | SEB | MAI | TAR | BER | NÜR | LEM | TAV | CCA | RTT | NÜR | BRI | BRI | PAR |     |     |     |     |     |     |     |
| 1962   | Abarth Scuderia Sant Ambroeus Scuderia Ferrari Scuderia Serenissima                                               | Fiat-Abarth 1000 Osca S2000 Alfa Romeo Giulietta Ferrari Dino 268SP Ferrari 250 GT |     |     |     | 1   | DNF |     | DNF | DNF |     |     |     |     |     |     | 3   |     |     |     |     |     |     |     |
| 1963   | Scuderia Ferrari                                                                                                  | Ferrari 250P Ferrari Dino 196SP                                                    | DAY | SEB | SEB | TAR | SPA | MAI | NÜR | CON | ROS | LEM | MON | WIS | TAV | FRE | CCE | RTT | OVI | NÜR | MON | MON | TDF | BRI |
| 1963   | Scuderia Ferrari                                                                                                  | Ferrari 250P Ferrari Dino 196SP                                                    |     |     | 1   | 2   |     |     | DNF |     |     | 1   |     |     |     |     |     |     |     |     |     |     |     |     |
| 1964   | Scuderia Ferrari Maranello Concessionaires Scuderia Sant Ambroeus Scuderia Filipinetti North American Racing Team | Ferrari 275P Ferrari 250 GTO Ferrari 250LM Ferrari 330P                            | DAY | SEB | TAR | MON | SPA | CON | NÜR | ROS | LEM | REI | FRE | CCE | RTT | SIM | NÜR | MON | TDF | BRI | BRI | PAR |     |     |
| 1964   | Scuderia Ferrari Maranello Concessionaires Scuderia Sant Ambroeus Scuderia Filipinetti North American Racing Team | Ferrari 275P Ferrari 250 GTO Ferrari 250LM Ferrari 330P                            |     | 2   |     |     |     |     | 1   |     | DNF | 3   | 5   |     |     | 1   |     |     |     |     | DNF | 10  |     |     |
| 1965   | Scuderia Ferrari Scuderia Sant Ambroeus                                                                           | Ferrari 330P2 Ferrari 275P2 Ferrari Dino 206P                                      | DAY | SEB | BOL | MON | MON | RTT | TAR | SPA | NÜR | MUG | ROS | LEM | REI | BOZ | FRE | CCE | OVI | NÜR | BRI | BRI |     |     |
| 1965   | Scuderia Ferrari Scuderia Sant Ambroeus                                                                           | Ferrari 330P2 Ferrari 275P2 Ferrari Dino 206P                                      |     |     |     |     | 2   |     | DNF |     | 1   |     |     | DNF |     |     | 1   |     | 1   |     |     |     |     |     |
| 1966   | Scuderia Ferrari                                                                                                  | Ferrari Dino 206S Ferrari 330P3                                                    | DAY | SEB | MON | TAR | SPA | NÜR | LEM | MUG | CCE | HOK | SIM | NÜR | ZEL |     |     |     |     |     |     |     |     |     |
| 1966   | Scuderia Ferrari                                                                                                  | Ferrari Dino 206S Ferrari 330P3                                                    |     | 6   | 10  | DNF | 1   | 2   | DNF |     |     |     | 1   |     |     |     |     |     |     |     |     |     |     |     |
| 1967   | Scuderia Ferrari                                                                                                  | Ferrari 330P4                                                                      | DAY | SEB | MON | SPA | TAR | NÜR | LEM | HOK | MUG | BRH | CCE | ZEL | OVI | NÜR |     |     |     |     |     |     |     |     |
| 1967   | Scuderia Ferrari                                                                                                  | Ferrari 330P4                                                                      | 2   |     | 2   | 5   | DNF |     | 2   |     |     | 5   |     |     |     |     |     |     |     |     |     |     |     |     |
| 1968   | Porsche | Porsche 907 Porsche 908                                                            | DAY | SEB | BRH | MON | TAR | NÜR | SPA | WAT | ZEL | LEM |     |     |     |     |     |     |     |     |     |     |     |     |
| 1968   | Porsche | Porsche 907 Porsche 908                                                            |     | DNF | 2   | 11  | 49  | DNF |     |     |     |     |     |     |     |     |     |     |     |     |     |     |     |     |